# Viola hultenii
Viola hultenii W.Becker – gatunek roślin z rodziny fiołkowatych (Violaceae). Występuje naturalnie w środkowej i północnej Japonii, na Sachalinie, Wyspach Kurylskich i Kamczatce. 

## Morfologia
PokrójBylina dorastająca do 8 cm wysokości, tworzy kłącza i rozłogi.
LiścieBlaszka liściowa ma okrągławo nerkowaty kształt. Mierzy 0,7–2 cm długości oraz 0,9–2,5 cm szerokości, jest piłkowana na brzegu, ma sercowatą nasadę i ostry lub tępy wierzchołek. Ogonek liściowy jest nagi i ma 1,5–6 cm długości. Przylistki są lancetowate.
KwiatyPojedyncze, wyrastające z kątów pędów. Mają działki kielicha o kształcie od owalnego do lancetowatego. Płatki są podługowato odwrotnie jajowate i mają białą barwę, dolny płatek posiada obłą ostrogę.